# Alba Líbia
Alba Libia és una facció armada que participa en la Guerra de Líbia de 2014-2015 després de la Guerra de Líbia de 2011 que va fer fora el President libi Moammar al-Gaddafi del poder. El moviment Alba Libia és un oponent del grup conegut com a Estat Islàmic de l'Irak i el Llevant.
L'Exèrcit libi va llençar un atac aeri a Trípoli, l'atac tenia com a objectiu els líders de la milícia islamista, i va matar un dels seus maxims dirigents, el xeic Salah Al-Burki, segons va informar el portal de notícies Albawaba.
Alba Libia va prendre el control de la ciutat de Trípoli des del mes d'agost de l'any 2014. El Govern de Tobruk tanmateix compta amb el suport d'occident. L'Exèrcit libi ha llençat diversos atacs aeris contra el grup a la capital Trípoli, i en altres indrets del país, per destrossar els aeròdroms i els jaciments petrolífers que són controlats per aquesta facció militar.